# Älvsborgsdammen

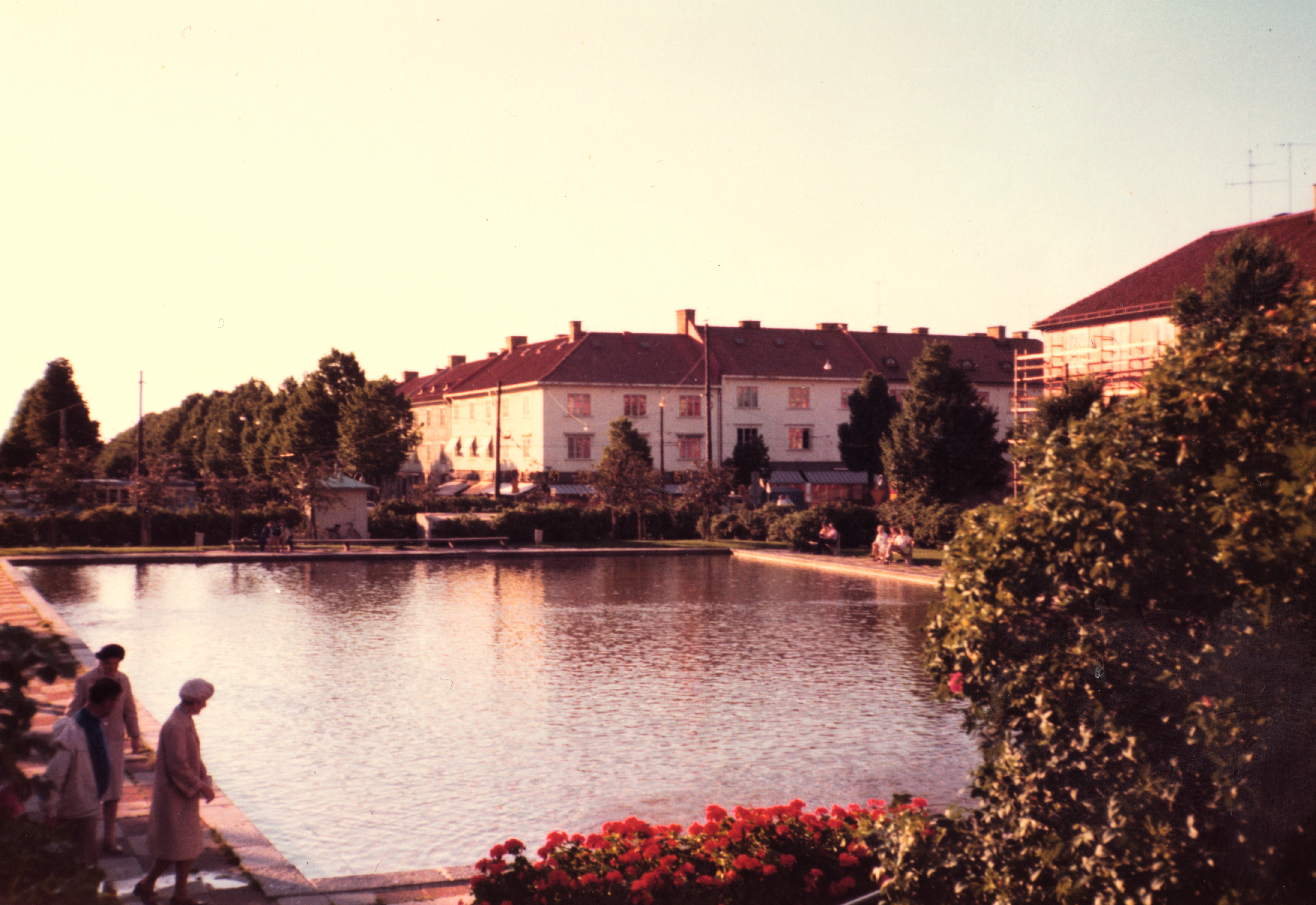
Plaskis vid Kungsladugårdsskolan, cirka 1992.

Älvsborgsdammen, vanligtvis kallad "Plaskis", är en konstgjord grund bassäng, en så kallad vattenlek, vid Älvsborgsplan i stadsdelen Kungsladugård i Göteborg. Plaskdammen är 20-45 cm djup och cirka 50x30 meter stor och inte helt rektangulär. Vattnet är idag klorerat och håller bassängkvalitet.
Dammen anlades 1930-1931[källa behövs], samtidigt som Kungsladugårdsskolan som ligger ovanför och bekostades med medel ur Charles Felix Lindbergs donationsfond och kostade totalt 50 000 kronor.
Dammen är sommartid en populär badplats för barnfamiljer och har under vår och höst, då den är torrlagd, varit en lika populär yta för skatare, inlineåkare och liknande.